# Gornji Orašac
Gornji Orašac es un pueblo de la municipalidad de Dobretići, en el cantón de Bosnia Central, Bosnia y Herzegovina.

## Superficie
Posee una superficie de 2,78 kilómetros cuadrados.

## Demografía
Hasta 2013 la población era de 45 habitantes, con una densidad de población de 16,2 habitantes por kilómetro cuadrado.